# New York Central Railroad

A New York Central Railroad vonalhálózata 1918-ban

A New York Central Railroad (NYC) elsősorban az Amerikai Egyesült Államok Nagy-tavak és Közép-atlanti régiójában működő vasúttársaság volt. Sínjei elsősorban New York és Boston nagyvárosokat kötötte össze keleten Chicagóval és St. Louis-szal a Közép-Nyugaton, valamint a köztes városokkal, Albanyval, Buffalóval, Clevelanddel, Cincinnatival, Detroittal és Syracuse-szal. A New York Central székhelye a New York-i New York Central épületben volt, a legnagyobb állomás, a Grand Central Terminal mellett.
A vasúttársaságot 1853-ban alapították, több meglévő vasúttársaság összevonásával. 1968-ban a NYC egyesült korábbi riválisával, a Pennsylvania Railroaddal, és így jött létre a Penn Central. A Penn Central 1970-ben csődbe ment, és 1976-ban beolvadt a Conrailbe. A Conrail 1999-ben felbomlott, és rendszerének egy része a CSX és a Norfolk Southern Railway tulajdonába került, a CSX pedig a régi New York Central pálya nagy részét megszerezte.
Kiterjedt pályaszakaszok léteztek New York, Pennsylvania, Ohio, Michigan, Indiana, Illinois, Massachusetts és Nyugat-Virginia államokban, valamint további pályaszakaszok Kanada Ontario (Délnyugat- és Kelet-Ontario) és Quebec (Montrealtól délre) tartományaiban. 1925 végén a NYC 11 584 mérföld (18 643 km) hosszúságú vasutat és 26 395 mérföldnyi (42 479 km) pályát üzemeltetett; 1967 végén a kilométerek száma 9696 mérföldre (15 604 km) és 18 454 mérföldre (29 699 km) csökkent.

## Elnökök
- Erastus Corning (1853 – 1865)
- Cornelius Vanderbilt (1867 – ?)
- James H. Rutter (1883 – 1885)
- Chauncey M. Depew (1885 – 1898)
- Samuel R. Callaway (1898 – 1901)
- William C. Brown (? – 1914)
- Alfred H. Smith (1914 – 1918, 1919 – 1924)
- Alfred E. Perlman (1954 – 1968)